# The Henry Stickmin Collection
The Henry Stickmin Collection (dt. „Die Henry-Stickmin-Kollektion“) ist ein Point-and-Click-Adventure-Computerspiel des Entwicklers Marcus „PuffballsUnited“ Bromander, welches vom Indie-Studio Innersloth veröffentlicht wurde. Das Spiel ist eine Sammlung von Spielen über den Charakter Henry Stickmin, die Bromander in Adobe Flash erstellt und zuvor auf den Webseiten Newgrounds und Stickpage veröffentlicht hatte. Das Spiel wurde am 7. August 2020 für Windows und macOS veröffentlicht.

## Spielprinzip und Handlung
Das Spiel beinhaltet die Remaster der Flashspiele Breaking the Bank, Escaping the Prison, Stealing the Diamond, Infiltrating the Airship und Fleeing the Complex, sowie das Spiel Completing the Mission, welches exklusiv für die Henry Stickmin Collection entwickelt wurde. Der Spieler übernimmt die Rolle von Henry Stickmin, einer Strichmännchenfigur. Henry führt je nach Entscheidung des Spielers unterschiedliche Handlungen durch. Dem Spieler werden mindestens zwei Möglichkeiten gegeben. Abhängig von der gewählten Option wird Henry Erfolg haben und die Situation bzw. das Szenario meistern, oder er wird scheitern, wo dem Spieler dann eine einzigartige Animation präsentiert wird, die normalerweise von einem Witz oder Kommentar zur gewählten Option begleitet wird. Der Spieler wird nicht bestraft, falls dieser ein Szenario nicht besteht und kann die Auswahl wiederholen. Insgesamt sind ca. 350 Misserfolge im Spiel zu erreichen.

### Breaking the Bank
Breaking the Bank (dt. „Die Bank sprengen“, Erstveröffentlichung: 27. August 2008) agiert als der Prolog der Henry-Stickmin-Reihe. Dort versucht Henry Stickmin mithilfe von bestimmten Gegenständen in eine Bank einzubrechen. Es gibt sechs Gegenstände zur Auswahl, jedoch sollen alle Gegenstände zu einem Misserfolg führen, so auch der Geldbeutel, wo Henry sich in diesem versteckt, um in die Bank von einem Geldtransport-Van transportiert zu werden. Dadurch gelingt es Henry tatsächlich, in die Bank zu gelangen, doch nachdem er sich aus dem Geldbeutel befreit hat, wird er von den Infrarotstrahlen des Tresors entdeckt und sofort von der Polizei festgenommen.

### Escaping the Prison
Escaping the Prison (dt. „Aus dem Gefängnis flüchten“, Erstveröffentlichung: 11. April 2010) agiert als der erste offizielle Teil der Henry-Stickmin-Reihe. Nach Henrys Festnahme in der Bank landet er im Gefängnis. Eine Weile später erhält Henry ein Paket, das der Gefängnissicherheitsdienst vergessen hat, vorab zu überprüfen. Als Henry dieses Paket öffnet, gibt es eine Torte mit einem Gegenstand, der Henry aus dem Gefängnis helfen soll. Der Spieler kann aus sechs verschiedenen Gegenständen wählen, um insgesamt drei verschiedene Enden zu erreichen.

### Stealing the Diamond
Stealing the Diamond (dt. „Den Diamanten stehlen“, Erstveröffentlichung: 8. Juli 2011) agiert als der zweite Teil der Henry-Stickmin-Reihe. Nach dem Gefängnisausbruch sieht Henry im Fernsehen die Ausstellung eines „tunesischen Diamanten“ in einem Museum und plant, diesen Diamanten zu stehlen. Es gibt drei Wege, den Diamanten zu stehlen.

### Infiltrating the Airship
Infiltrating the Airship (dt. „Das Luftschiff infiltrieren“, Erstveröffentlichung: 27. Mai 2013) agiert als der dritte Teil der Henry-Stickmin-Reihe. Nach den Ereignissen von Stealing the Diamond, wird Henry von der Regierung entführt und wacht in einem Hubschrauber auf. Der Kapitän Hubert Galeforce und der Hubschrauberpilot Charles Calvin berichten Henry über den Toppat-Clan (basierend auf den Begriff Top Hat, dt. Zylinderhut), einer kriminellen Organisation. Die Regierung möchte den Toppat-Clan gerne inhaftieren, jedoch fehlen für die Verhaftung jegliche Beweismaterialien. Zusammen wollen die beiden mit Henry das Luftschiff des Toppat-Clans infiltrieren, um belastende Materialien zu beschaffen. Insgesamt gibt es vier Möglichkeiten, in das Luftschiff hineinzukommen. Ebenso gibt es insgesamt vier verschiedene Enden (tatsächlich gibt es fünf Enden, aber eines davon ist ein Fake-Ende, welches in einen Misserfolg mündet).

### Fleeing the Complex
Fleeing the Complex (dt. „Den Komplex flüchten“, Erstveröffentlichung: 12. November 2015) agiert als der vierte Teil der Henry-Stickmin-Reihe. Nach den Ereignissen von Infiltrating the Airship wird Henry erneut inhaftiert und in die Wall, einem streng gesicherten Haftkomplex, gebracht. Dmitri Petrov, der Wärter der Wall, garantiert Henry, dass er hier für eine lange Zeit bleiben wird. Dmitris Handlanger Grigori eskortiert Henry in eine Transferzelle. Ab dort kann der Spieler vier Möglichkeiten auswählen, um aus der Wall zu entkommen. Es gibt insgesamt fünf verschiedene Enden.

### Completing the Mission
Completing the Mission (dt. „Die Mission erfüllen“) agiert als der fünfte und letzte Teil der Henry-Stickmin-Reihe. Anders als bei den anderen Spielen der Henry-Stickmin-Reihe kann der Spieler sich mit den verschiedenen Enden von Infiltrating the Airship und Fleeing the Complex neue Szenarien erschaffen lassen. Es sind 15 verschiedene Szenarien mit 16 unterschiedlichen Enden möglich. In diesem Spiel verfügt der Toppat-Clan über eine Orbitalstation, welche je nach Szenario entweder bereits im Weltraum ist, oder noch auf dem Startplatz sitzt. Je nach Szenario arbeitet Henry für die Regierung, für den Toppat-Clan, zusammen mit Ellie Rose, eine Bekanntschaft aus Fleeing the Complex, oder nur für sich selbst. Die Motivationen sind auch von Szenario zu Szenario unterschiedlich. Entweder muss Henry den Start der Station verhindern oder er will nur wieder etwas Wertvolles davon stehlen.

## Anspielungen
Die Henry Stickmin Collection beinhaltet viele Anspielungen zu bestimmten Computerspielen, Fernsehserien, Filme und anderen Medien. Unter anderem werden Spiele wie The Legend of Zelda, Minecraft, Ace Attorney, L.A. Noire, Fallout, Metal Gear Solid, Half-Life, Sid Meier’s Civilization und viele weitere in bestimmten Szenarien referenziert. Fernsehserien, die im Spiel referenziert werden, sind beispielsweise It’s Always Sunny in Philadelphia, Futurama, Better Call Saul, King of the Hill und Der Zauberschulbus. Des Weiteren werden auch Internetmemes wie zum Beispiel Y U NO, Do a barrel roll! (bekannt aus dem Computerspiel Lylat Wars) und Shoop da Whoop in verschiedenen Szenarien des Spiels referenziert.
Der Spieler hat die Möglichkeit während den Zwischensequenzen in Completing the Mission Figuren aus dem Computerspiel Among Us zu sammeln und das Spiel wird nochmal in einem Misserfolg referenziert. Zudem ist die Airship-Karte aus Among Us an das Luftschiff des Toppat-Clans aus Infiltrating the Airship angelehnt.
Viele der Anspielungen, die in den Originalversionen der einzelnen Spiele vorhanden waren, mussten aufgrund von urheberrechtlichen Gründen in der Kollektion abgeändert werden. Zum Beispiel mussten die Techno Trousers, bekannt aus der Animationsfilmreihe Wallace & Gromit, in die „Robo Pants“ abgeändert werden. Auch musste ein Zitat aus dem Film Space Jam komplett aus der Kollektion entfernt werden.

## Entwicklung
Die ersten fünf Spiele der Henry-Stickmin-Reihe wurden individuell in Adobe Flash zu verschiedenen Zeitpunkten programmiert und veröffentlicht. Die Entwicklung an dem sechsten Henry-Stickmin-Spiel begann bereits vor dem November 2016. Einige Monate später kündigte Bromander an, auch die anderen Spiele der Henry-Stickmin-Reihe zu verschönern und sie alle in einem Spiel auf der Internet-Vertriebsplattform Steam zu veröffentlichen. Das erste Spiel der Serie, Breaking the Bank, wird ein komplettes Remaster bekommen, da Bromander meinte, dass es zu alt sei. Auch wird das sechste Spiel, genannt Completing the Mission, der letzte Teil der Henry-Stickmin-Reihe sein. Laut Bromander wird Completing the Mission dreimal so groß wie Fleeing the Complex sein.
Am 26. Juli 2019 wurde der Trailer zum Spiel auf YouTube veröffentlicht. Im Juli 2020 gab Bromander das Veröffentlichungsdatum bekannt und nach über drei Jahren Entwicklungszeit wurde das Spiel am 7. August 2020 veröffentlicht.
Ende 2020 stellte Adobe die Aktualisierung für den Flash Player ein. Es ist jedoch weiterhin möglich, alle Spiele der Henry-Stickmin-Serie, die zuvor auf Newgrounds veröffentlicht wurden, über den Ruffle-Emulator zu spielen.
Die Henry Stickmin Collection ist seit April 2022 mit dem Steam Deck kompatibel.

## Rezeption
Das Spiel bekam eine Benutzerbewertung von 8,7 auf Metacritic und über 37 Tausend positive Bewertungen auf Steam.

„In The Henry Stickmin Collection stecken sechs Strichmännchen-Abenteuer, in denen ihr durch eure Entscheidungen das Ende beeinflusst. Die Storys stecken voller Witz und Fehler zu machen ist der eigentliche Spaß am Spiel.“

“If you ever played the Henry Stickmin games on Newgrounds, you probably already own this: it collects all of the previous five browser-based adventures, applies a conspicuous layer of polish, and adds an entirely new sixth game to the series. [...] Still, these are widely beloved games with a jolly self of humour that are definitely worth further investigation.”

„Wenn Sie jemals die Henry Stickmin-Spiele auf Newgrounds gespielt haben, besitzen Sie dieses wahrscheinlich bereits: Es enthält alle vorherigen fünf browserbasierten Abenteuer, trägt eine auffällige Schicht Politur auf und fügt der Serie ein völlig neues sechstes Spiel hinzu. [...] Dennoch sind dies weithin beliebte Spiele mit einem lustigen Humor, die auf jeden Fall eine weitere Untersuchung wert sind.“

“The Henry Stickmin Collection is fairly simple, with players choosing a particular option to help the titular character of Henry Stickmin solve a problem. The games are more of interactive animations, which makes them a perfect representation of why Flash was such an important part of Internet history.”

„Die Henry Stickmin-Kollektion ist ziemlich einfach, da der Spieler eine bestimmte Option auswählt, um die Titelfigur Henry Stickmin bei der Lösung eines Problems zu helfen. Bei den Spielen handelt es sich eher um interaktive Animationen, wodurch sie perfekt darstellen, warum Flash ein so wichtiger Teil der Internetgeschichte war.“

“It’s a light-hearted, funny, pie-in-the-sky adventure about a stickman in a series of weird situations that’s absolutely worth the price of admission. It has plenty to offer both to existing fans of the series from the beginning, given its abundance of nods to that era of gaming, and people new to the Henry Stickmin games, with its straightforward format, fast pace, short, self-contained stories and quite base humour.”

„Es ist ein unbeschwertes, witziges, verrücktes Abenteuer über ein Strichmännchen in einer Reihe seltsamer Situationen, das dem Kaufpreis absolut wert ist. Es hat sowohl für bestehende Fans der Serie von Anfang an viel zu bieten, da es zahlreiche Anspielungen auf diese Gaming-Ära gibt, als auch für Neulinge der Henry-Stickmin-Spiele, mit seinem geradlinigen Format, dem schnellen Tempo und den kurzen, in sich geschlossenen Geschichten und ziemlich trister Humor.“

“The definitive version of some of the funniest interactive comics I've had the pleasure of playing. Ever.”

„Die definitive Version einiger der witzigsten interaktiven Comics, die ich je spielen durfte. Jemals.“

“A hysterical game nonetheless, the Henry Stickmin Collection offers loads of replayability with over 3 hours of content. The witty humor doesn’t feel forced at all, nor do the multiple video game and pop culture references made throughout the game.”

„Dennoch ist die Henry Stickmin Collection ein hysterisches Spiel und bietet mit über 3 Stunden Inhalt jede Menge Wiederspielbarkeit. Der witzige Humor wirkt überhaupt nicht aufgesetzt, ebenso wenig wie die zahlreichen Anspielungen auf Videospiele und Popkultur im gesamten Spiel.“